# Michaił Kozłowski
Michaił Siergiejewicz Kozłowski (ros. Михаил Сергеевич Козловский; ur. 17 października 1989 roku w Leningradzie) – rosyjski kierowca wyścigowy.

## Kariera
Kozłowski rozpoczął karierę w wyścigach samochodowych w 2005 roku od startów Formule Russia, gdzie został sklasyfikowany na piątej pozycji. W późniejszych latach pojawiał się także w stawce Formuły Russia 1600, SEAT Leon Cup Russia, 24 Hours of Barcelona oraz European Production Series. Od 2013 roku Rosjanin startuje w World Touring Car Championship.

## Statystyki
| Sezon | Seria                             | Zespół             | Wyścigi | Zwycięstwa | PP | NO | Podium | Punkty | Pozycja |
| ----- | --------------------------------- | ------------------ | ------- | ---------- | -- | -- | ------ | ------ | ------- |
| 2005  | Formula Russia                    | MegaFon Motorsport |         |            |    |    |        | 36     | 5       |
| 2006  | Formula Russia 1600               |                    |         |            |    |    |        | 13     | 9       |
| 2008  | SEAT Leon Cup Russia              |                    |         |            |    |    |        | 36     | 1       |
| 2011  | 24 Hours of Barcelona             | Sunred             | 1       | 0          | 0  | 0  | 0      | N/A    | NS      |
| 2011  | 24 Hours of Barcelona – Class A3T | Sunred             | 1       | 0          | 0  | 0  | 0      | N/A    | NS      |
| 2011  | European Production Series – D2   | Lukoil-Sunred      | 6       | 4          | 4  | 3  | 6      | 0      | NS      |
| 2013  | World Touring Car Championship    | LADA Sport Lukoil  | 22      | 0          | 0  | 0  | 0      | 0      | NS      |
| 2014  | World Touring Car Championship    | LADA Sport Lukoil  | 22      | 0          | 0  | 0  | 0      | 11     | 16      |